# Chayuan, Sichuan
Chayuan (kinesiska: 茶园乡, 茶园) är en socken i Kina. Den ligger i provinsen Sichuan, i den sydvästra delen av landet, omkring 63 kilometer väster om provinshuvudstaden Chengdu. Antalet invånare är 11 859. Befolkningen består av 5 891 kvinnor och 5 968 män. Barn under 15 år utgör 10,0 %, vuxna 15-64 år 74 %, och äldre över 65 år 15,0 %.
Genomsnittlig årsnederbörd är 1 442 millimeter. Den regnigaste månaden är juli, med i genomsnitt 387 mm nederbörd, och den torraste är januari, med 12 mm nederbörd.